# Mozgalom a Jogokért és Szabadságokért
A Mozgalom a Jogokért és Szabadságokért (bolgárul: Движение за права и свободи, törökül: Hak ve Özgürlükler Hareketi) egy párt Bulgáriában. De facto a bulgáriai török és muzulmán kisebbség pártja, a párt legjobb eredményeit mindig azokban a körzetekben éri el, ahol jelentős török vagy muzulmán kisebbség él. A pártban azonban nem-törökök és nem-muzulmánok is vannak. De iure a párt nem kisebbségi párt, ugyanis a bolgár alkotmány tiltja a vallási vagy etnikai alapon szerveződő pártokat. Кormánypárt 1991-1994, 2001 és 2009, valamint 2013 és 2014 között volt. 1992-1994 között a szakértői kormány külső támogatója volt.
A Liberális Internacionálé, az Európai Liberálisok, Demokraták és Reformpártiak tagja.

## A párt elnökei
- Ahmed Dogan (1990-2013)
- Lyutvi Mestan (2013-2015)
- Mustafa Karadayi (2015-)

## Választási eredmények
| Év   | Szavazatarány | Mandátumok száma | Szavazatok száma | Státusz     |
| ---- | ------------- | ---------------- | ---------------- | ----------- |
| 1990 | 6,03%         | 23               | 491 596          | ellenzék    |
| 1991 | 7,55%         | 24               | 418 168          | kormánypárt |
| 1994 | 5,44%         | 15               | 283 094          | ellenzék    |
| 1997 | 7,60%         | 19               | 323 429          | ellenzék    |
| 2001 | 7,45%         | 21               | 340 395          | kormánypárt |
| 2005 | 12,81%        | 34               | 467 400          | kormánypárt |
| 2009 | 14,45%        | 38               | 610 521          | ellenzék    |
| 2013 | 11,31%        | 36               | 400 466          | kormánypárt |
| 2014 | 14,84%        | 38               | 487 134          | ellenzék    |
| 2017 | 8,99%         | 26               | 315 796          | ellenzék    |
| 2021 | 12,83%        | 34               | 340 997          | ellenzék    |
| 2022 | 13,76%        | 36               | 344 625          | ellenzék    |

| Év   | Szavazatarány | Mandátumok száma | Szavazatok száma |
| ---- | ------------- | ---------------- | ---------------- |
| 2007 | 20,26%        | 4                | 392 650          |
| 2009 | 14,14%        | 3                | 364 197          |
| 2014 | 17,27%        | 4                | 386 725          |
| 2019 | 16,55%        | 3                | 323 510          |
| 2024 | 14,66%        | 3                | 295 092          |